# Atletica leggera ai Giochi della XXIII Olimpiade - Staffetta 4×100 metri femminile

Video della Finale

La staffetta 4×100 metri ha fatto parte del programma femminile di atletica leggera ai Giochi della XXIII Olimpiade. La competizione si è svolta l'11 agosto 1984 al «Memorial Coliseum» di Los Angeles.

## Presenze ed assenze delle campionesse in carica
| Competizione      | Nazionale   | Prestazione | Los Angeles 1984 |
| ----------------- | ----------- | ----------- | ---------------- |
| Commonwealth 1982 | Inghilterra | 43”15       | [ E 1 ]          |
| Asiatici 1982     | Giappone    | 45”13       | Non qualificato  |
| Panamericani 1983 | Stati Uniti | 43”21       | Presenti         |
| Africani 1982     | Kenya       | 46”77       | Non qualificato  |

1. ↑  Ai Giochi l’Inghilterra non partecipa come nazione a sé stante, ma sotto la bandiera della Gran Bretagna.

### Assenti a causa del boicottaggio
| Competizione   | Nazionale    | Prestazione |
| -------------- | ------------ | ----------- |
| Olimpiadi 1980 | Germania Est | 41”60       |
| Europei 1982   | Germania Est | 42”19       |
| Mondiali 1983  | Germania Est | 41”76       |

## Finale
| Pos | Paese         | Atlete                                                            | Tempo |
| --- | ------------- | ----------------------------------------------------------------- | ----- |
|     | Stati Uniti   | Alice Brown Jeanette Bolden Chandra Cheeseborough Evelyn Ashford  | 41”65 |
|     | Canada        | Angela Bailey Marita Payne Angella Taylor-Issajenko France Gareau | 42”77 |
|     | Gran Bretagna | Simone Jacobs Kathy Smallwood-Cook Beverley Goddard Heather Hunte | 43”11 |